# Eichigt
Eichigt – gmina w Niemczech, w kraju związkowym Saksonia, w okręgu administracyjnym Chemnitz, w powiecie Vogtland, wchodzi w skład wspólnoty administracyjnej Oelsnitz.